# Josep Llimona

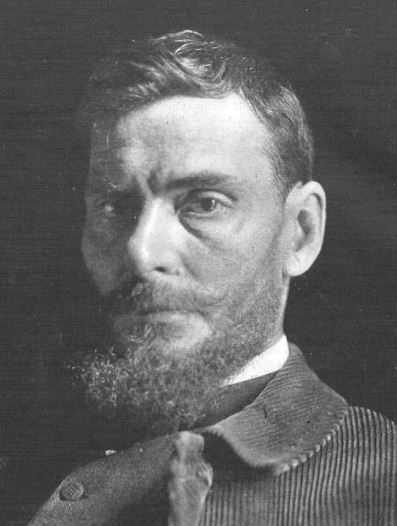
Josep Llimona, 1907

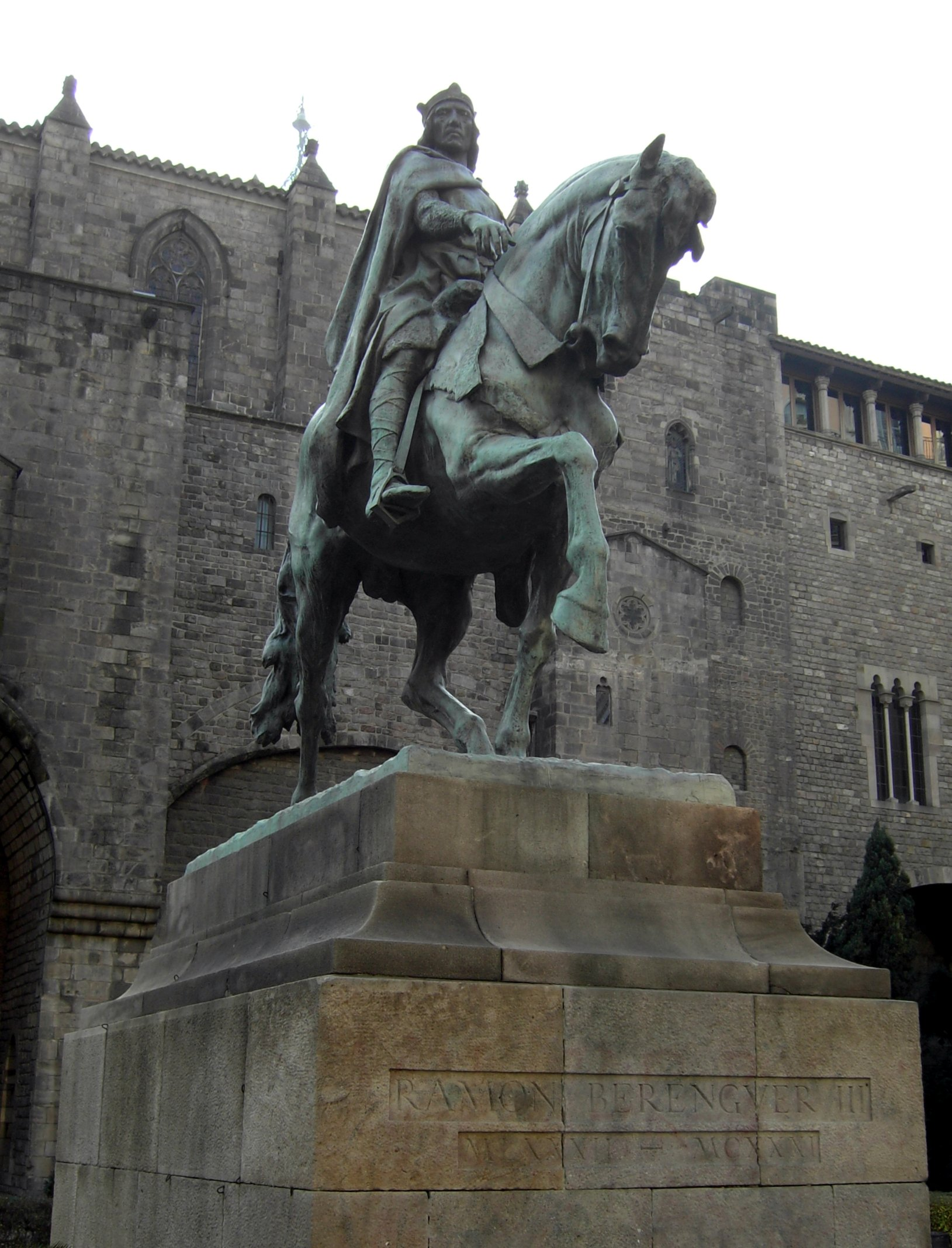
Estátua equestre de, Barcelona

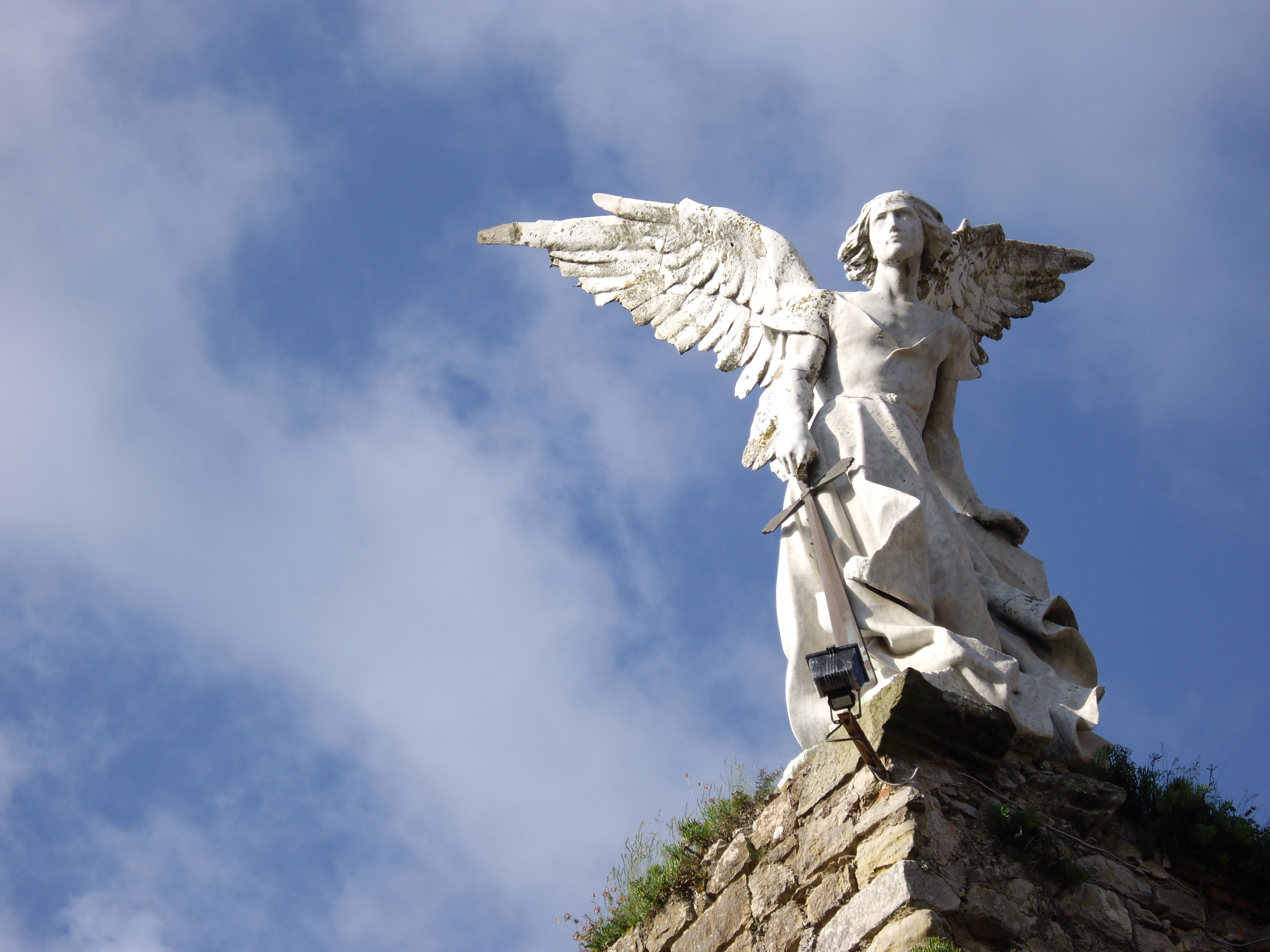
El Ángel Exterminador (1895), Cemitério de Comillas, Cantábria

Josep Llimona i Bruguera (Barcelona, 18 de abril de 1867 — Barcelona, 28 de fevereiro de 1934) foi um escultor catalão.
Estudou na Escola de la Llotja de Barcelona e no estúdio dos irmãos Agapit e Venanci Vallmitjana. Em 1881, enquanto estudava em Roma ao abrigo de uma bolsa da Câmara Municipal de Barcelona, realizou os esboços para a estátua equestre de Raimundo Berengário III. Após a sua estadia em Paris, o seu estilo derivou para a art nouveau por influência de Auguste Rodin.
Realizou um trabalho extensíssimo, fazendo exposições na Catalunha, em Madrid, em Paris, em Bruxelas e em Buenos Aires. Esculpiu numerosas obras para monumentos e obras funerárias para diversos cemitérios, entre as quais se destaca El Ángel Exterminador (1895), para o cemitério de Comillas, na Cantábria.
Fundou juntamente com o seu irmão, o pintor Joan Llimona, o Centro Artístico de Sant Lluc em 1892.

## Distinções
- 1888 – Medalha de Ouro na Exposição Universal de 1888 em Barcelona com a escultura Ramón Berenguer el Grande
- 1907 – Prémio de Honra na Exposição Internacional de Belas Artes de Barcelona por Desconsol (Desconsolo), uma estátua de mármore que faz parte do acervo do Museu do Prado em Madrid, da qual existe uma cópia no Parque da Cidadela em Barcelona
- 1932 – Medalha de Ouro da cidade de Barcelona
- 1918-1924, 1931-1934 – Presidente da Junta de Museus de Barcelona

## Obras destacadas
- 1888 – Friso para o Arco do Triunfo, Barcelona
- 1888 – Oito relevos para o Monumento a Colón, Barcelona
- 1890 – Sagrado corazón, igreja paroquial, Terrassa
- 1891 – Modestia, Museu Nacional de Arte da Catalunha, Barcelona
- 1892 – Virgen del Rosario, museu do Mosteiro de Montserrat
- 1895 – El Ángel Exterminador, Cemitério de Comillas, Cantábria
- 1896 – La Crucifixión de Jesús, Quinto Mistério Doloroso do Rosário Monumental de Montserrat
- 1897 – San Nicolás y los pescadores, Igreja de São Nicolau, Bilbau
- 1901 – El Nacimiento de Jesús, Terceiro Mistério Gozoso do Rosário Monumental de Montserrat
- 1903-1910 – Monumento al Dr. Robert, Barcelona
- 1903-1916 – Cristo Resucitado, Primeiro Mistério Glorioso do Rosário Monumental de Montserrat (em colaboração com Antoni Gaudí)
- 1916 – San Jorge, escadaria de honra da Casa de la Ciudad de Barcelona, Barcelona
- 1920 – El entierro de Cristo, claustro da Catedral de Barcelona, Barcelona
- 1920 – Monumento a José María Usandizaga, San Sebastián
- 1924 – San Jorge a caballo, Parque de Montjuïc, Barcelona
- 1925 – Desnudo femenino, Museu Nacional de Arte da Catalunha, Barcelona
- 1929 – El beso de Judas, Catedral de Tarragona, Tarragona
- 1930 – El baño, Museu Nacional de Arte da Catalunha, Barcelona
- 1931 – Fuente de la doncella, Parque Rivadavia, Buenos Aires